# Реинтеграция гражданства
Реинтегра́ция гражданства (восстановление в гражданстве) — процесс добровольного восстановления в гражданстве какого-либо государства лица, ранее его имевшего и затем утратившего по собственной инициативе либо в силу различных жизненных обстоятельств.
Утрата первичного гражданства возникает как по инициативе самих лиц, так и может носить вынужденный характер. Добровольная утрата чаще всего встречается в связи с изменением семейного положения, когда один из супругов, вступив в брак с иностранцем, отказывается от своего гражданства и вступает в гражданство другого супруга; либо когда родители, иммигрировавшие в другую страну, прекращают гражданство своих детей. Не добровольные причины утраты гражданства связаны с вынужденной эмиграцией из страны в результате революций, военных действий и иных потрясений либо в случаях незаконного лишения гражданства правительством государства.
Смысл реинтеграции чаще всего состоит в особой процедуре, которая в этих случаях применяется. Такая процедура может предусматриваться в специальных законах и в обычном законодательстве о гражданстве. В последнем случае она может рассматриваться как разновидность натурализации, имеющей упрощённую процедуру вступления в гражданство. Например, значительно снижен ценз оседлости, исключены отдельные условия приобретения гражданства в сравнении с обычным приёмом в гражданство путём натурализации. Более того, лицо восстановленное в первичном гражданстве, если утрата этого гражданства произошла в малолетнем возрасте по инициативе его родителей либо путём попадания в иностранную приёмную семью, в отличие от натурализированного гражданина будет считаться приобретшим его по рождению. Реинтеграция гражданства может быть как в индивидуальном, так и в коллективном порядке.
Реинтеграция отличается от репатриации тем, что в гражданстве восстанавливается именно то лицо, которое ранее его утратило в силу различных причин (по собственной инициативе, совершив необдуманный поступок, в результате решения своих родителей либо в ситуациях, имеющих вынужденный характер), и стремящееся продолжить устойчивую связь с государством своего первичного гражданства. Репатриация же никак не связана с восстановлением утраченного гражданства конкретного заинтересованного лица, поскольку представляет собой процесс целенаправленного и организованного государством возвращения лиц на свою историческую родину, предки которых имели и утратили гражданство этого государства (Алия, немецкие переселенцы, программа возвращения соотечественников в Россию и др.). В обоих случаях приобретение гражданства происходит в упрощённом и ускоренном порядке.